# Brachymyrmex gaucho
Brachymyrmex gaucho é uma espécie de inseto do gênero Brachymyrmex, pertencente à família Formicidae.